# Myleene Klass
 (novembre 2012).
Si vous disposez d'ouvrages ou d'articles de référence ou si vous connaissez des sites web de qualité traitant du thème abordé ici, merci de compléter l'article en donnant les références utiles à sa vérifiabilité et en les liant à la section « Notes et références ».
Myleene Klass, née le 6 avril 1978 à Gorleston dans le comté du Norfolk au Royaume-Uni, est une mannequin, chanteuse, pianiste et animatrice de télévision britannique.
Elle a été membre du groupe pop anglais Hear’Say, après avoir remporté Popstars.

## Biographie
Elle est née d'un père anglo-autrichien et d'une mère philippine, issue d'une famille de 6 générations dans la musique.
Elle participe à deux reprises à l'émission I'm a Celebrity… Get Me Out of Here!. La première fois en 2006 où elle termine 2e, et ensuite dans la version "all-star" en 2023, où elle termine 1re. 
En 2012, Myleene présentera l'élection de Mister Monde 2012, le 24 novembre.

## Discographie

### Albums de Hear'Say
- Popstars
- Everybody

### Albums solos
- Moving On
- Myleene's Music for Romance

### Singles en solo
- Toccata and Fugue